# Marcipa insulata
Marcipa insulata är en fjärilsart som beskrevs av Walker 1865. Marcipa insulata ingår i släktet Marcipa och familjen nattflyn. Inga underarter finns listade i Catalogue of Life.